# Stanisław Dłubała
Stanisław Dłubała (ur. 19 grudnia 1927 w Męckiej Woli, zm. 16 października 2004) – polski działacz partyjny i samorządowy, przewodniczący prezydiów Powiatowych Rad Narodowych w Gryficach i Stargardzie Szczecińskim, w latach 1975–1981 prezydent Stargardu Szczecińskiego.

## Życiorys
Syn Władysława i Walentyny. W latach 50. był prezesem klubu sportowego Osadnik Myślibórz. W 1959 wstąpił do Polskiej Zjednoczonej Partii Robotniczej, w 1965 został absolwentem Wyższej Szkoły Nauk Społecznych przy KC PZPR. W latach 1952–1954 oraz 1956–1959 przewodniczący Prezydium Miejskiej Rady Narodowej w Myśliborzu, natomiast w latach 1954–1956 i latach 1960–1962 zasiadał w Prezydium Powiatowej Rady Narodowej w tym mieście. Pomiędzy 1965 a 1971 przewodniczył PPRN w Gryficach, w 1971 przeszedł na analogiczne stanowisko w Stargardzie Szczecińskim. Od 9 czerwca 1975 do 30 listopada 1981 pełnił funkcję prezydenta tego miasta. Od 1971 należał do egzekutywy stargardzkiego Komitetu Miejskiego PZPR, od 1983 kierował Miejską Komisją Kontrolno-Rewizyjną tamże. Od 1978 sekretarz WKR Komitetu Wojewódzkiego PZPR w Szczecinie.
W III RP zasiadał w radzie nadzorczej Gminnej Spółdzielni „Samopomoc Chłopska” w Stargardzie Szczecińskim. Był także związany z Klubem Wojskowym 12 Brygady Zmechanizowanej w Stargardzie i tamtejszym klubem łowieckim „Eskulap”.
Został pochowany na Starym Cmentarzu Komunalnym w Stargardzie.

## Odznaczenia
Odznaczony Medalem 10-lecia Polski Ludowej (1955).